# Revolta i submissió dels Ja'un-i Qurban
La revolta i sumbissió dels Ja'un-i Qurban es va produir el 1381 i es va repetir el 1382.

## Revolta i submissió de 1381
Ali Beg ibn Arghun Shah, hòstil de feia anys a Tamerlà, li havia anunciat la seva submissió el hivern del 1380. La filla d'Ali Beg fou promesa a Muhammad Sultan, fill del difunt príncep Jahangir. Ali Beg fou comissionat per estar preparat per anar a Herat a la primavera del 1381. S'havia ofert voluntàriament a guiar a les tropes timúrides cap a Herat. Però a l'hora de la veritat, a la primavera del 1381, no sols no es va presentar, sino que es va declarar en rebel·lio, disposat a ajudar els kart d'Herat
Timur va enviar a l'amir Jahan Xah Yaku cap a Nixapur i Sabzawar i ell personalment es va dirigir a Tus, capital del tuman dels Ja'un-i Qurban. Ali Beg ibn Arghun Shah quan ho va saber va fer immediata submissió i es va agenollar a la catifa del tron de l'emperador.
Khoja Ali Muayyad, que governava a Sabzawar, que no consta que s'hagués mostrat contrari a Tamerlà en cap moment, també va anar a presència de Timur per manifestar-li la seva submissió. Timur els va rebre be, va ignorar la recent traïció d'Ali Beg ibn Arghun Shah i va concedir a ambdós personatges alguns favors. Ali Beg ibn Arghun Shah fou confirmat com a governant del tuman de Ja’un-i-Qurban. Khoja Ali Muayyad va conservar el govern de la vila de Sabzawar. El Khurasan en conjunt va quedar sota el govern de Taban Bahadur; alguns parents de Muayyad van governar altres viles menors i tots van servir a Timur en el que se’ls va manar. Després d'aixó Tamerlà va retornar a Samarcanda on fou rebut amb molta joia.
Aquell hivern Ali Beg ibn Arghun Shah es va tornar a revoltar i va fer aliança amb Amir Wali de Gurgan. Junts van atacat a Khoja Ali Muayyad de Sabzawar i el van assetjar en aquesta ciutat, però Tamerla passava per una depressió i va ignorar el que passava al seu entorn.

## Revolta i submissió de 1382
La germana de Timur, Kutluq Turkhan Agha, va anar a veure a l'emperador i va aconseguir recuperar a Timur. Finalment es va decidir a marxar al Khurasan. La hivernada es va escurçar i el gener les forces de Timur van sortir de Bukharà cap al Khurasan.
A Amuye, al riu Jihun, es va construir un pont. Van passar pel país de Makhan fins a arribar a prop de la fortalesa de Kalat (després Kalat-i Nadiri). Miran Shah, procedent de Sarakhs, va anar a integrar-se en l'exèrcit imperial. També el príncep d'Herat, Ghiyath al-Din Pir Ali va enviar-hi un contingent. Ali Beg ibn Arghun Shah es va tancar a la fortalesa que era una de les mes fortes de l'Iran. Timur li va oferir anar al seu campament i seria perdonat, però Ali confiava en la qualitat d'impregnable de Kalat i va refusar. La fortalesa fou assetjada i les forces de Timur van assolar les terres a l'entorn d'Abiward que pertanyien a Ali Beg. Va fer córrer el rumor de que marxava cap al Gurgan contra Amir Wali, i sobtadament va tirar enrere i va tornar a Kalat. Confiat Ali Beg en la marxa de Timur havia deixat sortir a pasturar a tots els ramats tancats a Kalat. Inesperadament Timur va tornar i va destrossar tot, arribant a la porta de Kalat, porta anomenada de les Quatre Ciutats, on va instal·lar el seu tron. Kalat fou atacada per tots costats: Miran Shah per la porta de Dehia; Mirza Ali, fill de Muvayad Arlat, per la part de Lohra; Hajji Saif al-Din per la porta dita d'Arghun Shah; i Umar Xaikh a un altre porta. Ali Beg va escriure a Timur una carta de submissió absoluta i demanava a Timur que anés a rebre la seva submissió a la porta de la fortalesa amb pocs soldats i després un dia de marge per sortir per poder en aquell dia demanar el perdó; Ali Beg ibn Arghun Shah va preparar una emboscada en el camí a la porta de la fortalesa però no els va sortir be. Timur que ni se’n va assabentar, va anar a rebre la submissió i com que no es va presentar es va retirar al cap d'una estona. Quan Timur va saber el que se li havia preparat va entrar en colera i va ordenar un assalt general (maig de 1382); els mekrit i els badakhxanesos van encapçalar l'atac; les forces timúrides van aconseguir èxits parcials però la fortalesa encara resistia, si bé amb moltes dificultats. Ali Beg veient-ho tot perdut va enviar un missatge a Timur, demanant una treva per aquella nit i al dia següent s'entregaria. Va enviar l'acord signat i juramentat a través de Nikruz i de Muhammad Shaikh Hajji, els dos principals amirs dels Ja’un-i Qurban després d'Ali Beg, i amb la germana Kand Sultan, que havia estat la promesa de Muhammad Sultan, net de Timur. L'emperador els va rebre i va ordenar parar l'atac. L'endema Timur va esperar a la porta la sortida d'Ali Beg que va demanar perdo humilment i va suplicar per la seva vida, demanant altre cop 24 hores per anar a agenollar-se davant del tron; va utilitzar les 24 hores concedides en fortificar el camí de Lohra i altres llocs per on les forces timúrides havien pogut escalar i podrien entrar. L'endemà tornava a estar tancat dins de la fortalesa sense complir la promesa que havia fet. Després de 14 dies Timur va decidir abandonar Kalat i es va dirigir a la fortalesa de Kahkaha (entre Abiward i Kalat) que havia estat destruïda i que ara fou restaurada en nomes dos dies i dos nits; s'hi va instal·lar una guarnició i es va donar el govern a Hajji Khoja. Suyurgatmish Khan, Mirza Ali i Shaikh Ali foren enviats a controlar els camins d'accés a Kalat de manera que la fortalesa va esdevenir una presó on no es podia ni entrar ni sortir.
Deixant rodejat Kalat, Timur va sortir amb intenció de sotmetre Terchiz; va passat per Jaffa Dapan i va arribar a Kaixan o Kabuixan, on la princesa Dilshad Agha que estava indisposada, fou enviada a Samarcanda. Llavors es va dirigir a Terchiz, la fortalesa de muntanya no gaire llunyana, amb uns murs molt alts i una rassa molt llarga i fonda. Els defensors de la fortalesa eren els anomenats sedidians, un ghuris portats allí pel primer governador Ali Sedidi. Timur va demanar a Malik Ghiyath al-Din que ordenés a la guarnició, que nominalment depenia dels kart, de rendir-se, però Ghiyath al-Din va al·legar que ell ja havia donat la ordre però que s'havien revoltat i no l'obeïen, però es va oferir a anar-hi i parlar amb ells ja que actuaven per ignorància. Així ho va fer però els comandants de la fortalesa no el van voler escoltar. Timur va ordenar iniciar el setge. Es van construir maquines i van actuar els miners però els assetjats es defensaven amb coratge; però progressivament els murs van anar cedint cada dia una mica mes i finalment eren quasi una ruina. Els assetjats van demanar la pau que els fou atorgada i van poder sortir i jurar fidelitat a Timur al servei del qual van passar; alguns fins i tot van obtenir governs locals; Miran Shah va nomenar nou governador de Terchiz a Sarek Eteke.
Per aquests dies va rebre a l'ambaixador amir Umar Shah, enviat per Jalal al-Din Shah Shuja Muzaffar, sultà muzaffàrida de Fars, que li manifestava la seva amistad, lleialtat i servitud; es van intercanviar regals de la manera habitual. Timur va demanar la ma de la princesa filla de Shah Shuja per al seu net Pir Muhammad ibn Jahangir per cimentar les relacions entre les dues cases.
De Terchiz l'exèrcit de Timur es va dirigir a l'oest. Va passar per Roughi, Kebud Jime i Shamsan. Amir Wali, assabentat que Timur anava cap als seus territoris, va enviar una ambaixada dirigida per l'amir Hajji (acompanyat d'altres), amb regals i cavalls i li demanava estar exempt d'anar a postrar-se per sentir-se en seguretat i que desviés la seva marxa cap al país, per poder seguir sent el seu servidor per sempre. Timur li va acordar i els ambaixadors van retornar contents. Just en aquell moment va rebre notícies de que s'havia localitzat un punt dèbil a Kalat, un pas pel que Shaikh Ali Bahadur havia pogut pujar a la fortalesa sense ser reparat amb només alguns servidors, però que en ser de nit s'havia perdut i finalment havien estat descoberts i s'havia iniciat la lluita amb baixes pels dos costats; Ali Bahadur fou finalment capturat i portat a Ali Beg ibn Arghun Shah; llavors es van abraçar en signe de pau i amistat i Ali Bahadur va ser allotjat a casa d'Ali Beg i van estar de conversa alguns dies. Ali Beg esperava que Ali Bahadur intercediria per ell davant de Timur.
Timur va decidir retornar a Samarcanda: va passar per Shamlagan, Sharmagan i Radkan, a la plana del qual va acampar. Alli van acudir Ali Bahadur amb Ali Beg ibn Arghun Shah al que es va permetre baixar el tapis del tron amb un sabre i un sudari, signe màxim de submissió (el sabre significava que estava disposat a lluitar pel príncep i el sudari a morir per ell). Timur va perdonar a Ali Beg i li va fer algunes concessions, així com a Ali Bahadur. A aquest li va concedir la senyoria hereditària (Soyurgal) de Radkan i a Khoja Ali Muayyad li va concedir drets a Sabzawar. La senyoria de Ghur la va donar a un col·lateral de la casa dels karts, de nom Malik Muhammad. Després va ordenar portar a Samarcanda a Ali Beg ibn Arghun Shah i a Ghiyath al-Din d'Herat, amb les seves famílies. Molts amirs del tuman de Ja'un-i Gurban van rebre la senyoria de les ciutats que dominaven però la tribu o horda fou enviada a Transoxiana.
Finalment Timur va llicenciar a les tropes que podrien tornar cap als seus punts d'origen, i ell mateix va retornar a Samarcanda. Ali Beg, Muhammad de Sarakhs i Ghuri (fill de Ghiyath al-Din d'Herat) foren enviats a Andijan, governada per Umar Xaikh, fill de Timur; l'horda de Ja’un-i Gurban fou establerta a Taixkent i Ghiyath al-Din i el seu fill gran Pir Muhammad ibn Ghiytah al-Din van quedar arrestats a Samarcanda.